# Unterseeboot 582
L'Unterseeboot 582 ou U-582 est un sous-marin allemand (U-Boot) de type VIIC utilisé par la Kriegsmarine pendant la Seconde Guerre mondiale.
Le sous-marin fut commandé le 8 janvier 1940 à Hambourg (Blohm & Voss), sa quille fut posée le 25 septembre 1940, il fut lancé le 12 juin 1941 et mis en service le 7 août 1941, sous le commandement du Kapitänleutnant Werner Schulte.
Il fut coulé par des charges de profondeur au sud-ouest de l'Islande, en octobre 1942.

## Conception
Unterseeboot type VII, l'U-582 avait un déplacement de 769 tonnes en surface et 871 tonnes en plongée. Il avait une longueur totale de 67,10 m, un maître-bau de 6,20 m, une hauteur de 9,60 m et un tirant d'eau de 4,74 m. Le sous-marin était propulsé par deux hélices de 1,23 m, deux moteurs diesel Germaniawerft M6V 40/46 de 6 cylindres en ligne de 1 400 cv à 470 tr/min, produisant un total de 2 060 à 2 350 kW en surface et de deux moteurs électriques BBC GG UB 720/8 de 375 cv à 295 tr/min, produisant un total 550 kW, en plongée. Le sous-marin avait une vitesse en surface de 17,7 nœuds (32,8 km/h) et une vitesse de 7,6 nœuds (14,1 km/h) en plongée. Immergé, il avait un rayon d'action de 80 milles marins (150 km) à 4 nœuds (7,4 km/h; 4,6 milles par heure) et pouvait atteindre une profondeur de 230 m. En surface son rayon d'action était de 8 500 milles marins (soit 15 700 km) à 10 nœuds (19 km/h). 
L'U-582 était équipé de cinq tubes lance-torpilles de 53,3 cm (quatre montés à l'avant et un à l'arrière) qui contenait quatorze torpilles. Il était équipé d'un canon de 8,8 cm SK C/35 (220 coups) et d'un canon antiaérien de 20 mm Flak. Il pouvait transporter 26 mines TMA ou 39 mines TMB. Son équipage comprenait 4 officiers et 40 à 56 sous-mariniers.

## Historique
Il reçut sa formation de base au sein de la 5. Unterseebootsflottille jusqu'au 31 décembre 1941 et intégra sa formation de combat dans la 1. Unterseebootsflottille.
Sa première patrouille fut précédée par un court passage de Kiel à Trondheim. Elle commença réellement le 3 janvier 1942 au départ de Trondheim.
Il navigua dans l'Atlantique Nord entre les îles Féroé et les îles Shetland (zone GIUK). Le 10 janvier, un sous-marinier se cassa le bras lors d'une tempête. Le 26 janvier, il coula le Refast au large de Saint-Jean de Terre-Neuve et rentra en France occupée le 7 février.
Sa deuxième patrouille, la plus longue de sa carrière, le fit naviguer au large des côtes américaines, mais il ne rencontra aucun succès et rentra après 67 jours en mer.
Le 12 juillet 1942, il coula le Port Hunter à 370 milles marins (690 km) à l'ouest-sud-ouest de Madère et le HMNZS ML-1090 à proximité. Les deux navires du convoi OS-33, qui partirent de Grande-Bretagne à destination de la Nouvelle-Zélande, transportaient plusieurs tonnes de munitions et de grenades lorsqu'ils furent torpillés par l'U-582.
Il torpilla et coula l'Empire Attendant le 15 juillet au sud-ouest des îles Canaries. Une semaine plus tard il torpilla le Honolulan à 400 milles marins (740 km) au sud des îles du Cap-Vert, le navire disparut des flots deux heures après avoir été attaqué.
L'U-582 torpilla et mitrailla le Stella Lykes à 500 milles nautiques (930 km) au sud de Fogo, le 27 juillet 1942. Le sous-marin le toucha de deux torpilles et de 161 coups au canon 20 mm flak, mais il resta à flot. Il coula finalement par la poupe, après la mise à feu de sept charges explosives placées par l'équipage du navire abandonné. Le capitaine et le chef mécanicien furent faits prisonniers.
Le sous-marin quitta Brest pour la dernière fois le 14 septembre 1942. Le 23 septembre, il coula le Vibran à environ 400 milles marins (740 km) au nord-nord-est des Açores.
Il fut coulé le 5 octobre 1942 à la position 58° 52′ N, 21° 42′ O, par des charges de profondeur lancées par un PBY Catalina du VP-73, sud-ouest de l'Islande.
Les 46 membres d'équipage sont morts.

### Fait précédemment établi
Il était précédemment supposé que l'U-582 avait coulé le 5 octobre 1942 par des charges de profondeur d'un Lockheed Hudson de la No. 269 Squadron RAF (en). Cette attaque concerne l'U-619.

## Commandement
- Kapitänleutnant Werner Schulte du 7 août 1941 au 5 octobre 1942.

## Affectations
- 5. Unterseebootsflottille du 7 août 1941 au 31 décembre 1941 (Période de formation).
- 1. Unterseebootsflottille du 1er janvier 1942 au 5 octobre 1942 (Unité combattante).

## Patrouilles
|       | Commandant            | Départ            | Départ    | Arrivée          | Arrivée   | Jours     | Succès   |
| ----- | --------------------- | ----------------- | --------- | ---------------- | --------- | --------- | -------- |
|       | Kptlt. Werner Schulte | 20 décembre 1941  | Kiel      | 29 décembre 1941 | Trondheim | 10 jours  |          |
| 1     | Kptlt. Werner Schulte | 3 janvier 1942    | Trondheim | 7 février 1942   | Brest     | 36 jours  | 5 189    |
| 2     | Kptlt. Werner Schulte | 19 mars 1942      | Brest     | 24 mai 1942      | Brest     | 67 jours  |          |
| 3     | Kptlt. Werner Schulte | 22 juin 1942      | Brest     | 11 août 1942     | Brest     | 51 jours  | 30 690   |
| 4     | Kptlt. Werner Schulte | 14 septembre 1942 | Brest     | 5 octobre 1942   | Coulé     | 22 jours  | 2 993    |
| Total | Total                 | Total             | Total     | Total            | Total     | 186 jours | 38 872 t |

Note : Kptlt. = Kapitänleutnant

### Opérations Wolfpack
L'U-582 opéra avec les Wolfpacks (meute de loups) durant sa carrière opérationnelle.
- Ziethen (15-22 janvier 1942)
- Hai (3-21 juillet 1942)
- Blitz (22-26 septembre 1942)
- Tiger (26-30 septembre 1942)
- Luchs (1er-5 octobre 1942)

## Navires coulés
L'U-582 coula 6 navires marchands totalisant 38 826 tonneaux et 1 navire de guerre de 46 tonneaux au cours des 4 patrouilles (186 jours en mer) qu'il effectua.
| Date              | Nom              | Nationalité            | Tonnage | Fait  | Localisation         |
| ----------------- | ---------------- | ---------------------- | ------- | ----- | -------------------- |
| 26 janvier 1942   | Refast           | Royaume-Uni            | 5 189   | Coulé | 42° 41′ N, 53° 02′ O |
| 12 juillet 1942   | HMNZS ML-1090    | Royal New Zealand Navy | 46      | Coulé | 31° 15′ N, 23° 50′ O |
| 12 juillet 1942   | Port Hunter      | Royaume-Uni            | 8 826   | Coulé | 38° 00′ N, 16° 00′ O |
| 15 juillet 1942   | Empire Attendant | Royaume-Uni            | 7 524   | Coulé | 23° 48′ N, 21° 51′ O |
| 22 juillet 1942   | Honolulan        | USA                    | 7 493   | Coulé | 8° 41′ N, 22° 12′ O  |
| 27 juillet 1942   | Stella Lykes     | USA                    | 6 801   | Coulé | 6° 40′ N, 25° 05′ O  |
| 23 septembre 1942 | Vibran           | Norvège                | 2 993   | Coulé | 45° 57′ N, 30° 05′ O |